# Color of Your Life
Color of Your Life è un singolo del cantante polacco Michał Szpak, pubblicato il 21 dicembre 2015 come quarto estratto dal primo album in studio Byle być sobą.
Il brano è stato scritto da Kamil Varen. In seguito alla sua controversa vittoria a Krajowe Eliminacje, Szpak ha rappresentato la Polonia all'Eurovision Song Contest 2016. Michał si è esibito per secondo nella seconda semifinale dell'Eurovision, che si è tenuta il 12 maggio a Stoccolma, qualificandosi per la finale del 14 maggio, dove canterà per dodicesimo su 26 partecipanti.

## Promozione
Il 16 febbraio 2016 è stato annunciato che con Color of Your Life Szpak avrebbe partecipato al programma Krajowe Eliminacje, il cui vincitore avrebbe rappresentato la Polonia all'Eurovision. In seguito all'annuncio delle nove canzoni partecipanti a Krajowe Eliminacje, la Polonia è schizzata al primo posto sui siti dei bookmarkers per la vittoria all'Eurovision grazie a Cool Me Down di Margaret, che, sempre secondo le previsioni, si sarebbe sfidata in un duello con un'altra partecipante di Krajowe Eliminacje, Edyta Górniak, per rappresentare la Polonia al contest europeo. Tuttavia, il 5 marzo 2016, il giorno in cui si è svolto Krajowe Eliminacje, Edyta Górniak è risultata la terza più votata con il 18,49% dei televoti totali e Margaret la seconda con il 24,72%; il vincitore è risultato proprio Michał Szpak, che ha ottenuto il 35,89% dei circa 100.000 televoti, che avrebbe di diritto rappresentato la Polonia all'Eurovision Song Contest 2016 con Color of Your Life.
Color of Your Life è stata subito accusata di plagiarismo, in quanto molto simile a Davaj za, una canzone del 2002 del gruppo russo Lube. Il 10 marzo Sony Music Poland ha stabilito che Color of Your Life ha "molti elementi distintivi" rispetto a Davaj za e che la canzone sarebbe stata mandata all'Eurovision come inizialmente stabilito.

## Tracce
Download digitale
1. Color of Your Life – 3:20

## Classifiche
| Classifica (2016) | Posizione massima |
| ----------------- | ----------------- |
| Austria           | 66                |
| Francia           | 156               |
| Polonia           | 34                |